# Persone di cognome Gonzaga
| Questa pagina contiene informazioni ricavate automaticamente dalle voci biografiche con l'ausilio del template Bio e di un bot. L'aggiornamento è periodico e automatico e ricostruisce completamente la pagina. Se manca una persona in questa lista, sei pregato di non aggiungerla, ma accertati piuttosto che la sua voce biografica contenga il template Bio e che i dati anagrafici siano correttamente compilati. Se il template Bio manca, inseriscilo tu stesso o, in alternativa, metti l'avviso {{tmp\|Bio}} che ne segnala la mancanza. Se i dati riportati sono sbagliati, correggi direttamente la voce biografica; le modifiche saranno visibili in questa lista entro pochi giorni. Per chiarimenti vedi il progetto antroponimi. La lista contiene solo le 283 persone che sono citate nell'enciclopedia e per le quali è stato implementato correttamente il template Bio. Pagina aggiornata al 7 ago 2025. |

Questa è una lista di persone presenti nell'enciclopedia che hanno il cognome Gonzaga, suddivise per attività principale.

## Arcivescovi cattolici(2)
- Agostino Gonzaga, arcivescovo cattolico italiano (n. 1490 - Reggio Calabria, † 1557)
- Alfonso Gonzaga, arcivescovo cattolico italiano (Novellara, n. 1588 - Reggio Emilia, † 1649)

## Artisti marziali misti(1)
- Gabriel Gonzaga, artista marziale misto brasiliano (Rio de Janeiro, n. 1979)

## Calciatori(1)
- Paulo Roberto Gonzaga, ex calciatore brasiliano (Blumenau, n. 1989)

## Cantanti(2)
- Toni Gonzaga, cantante, conduttrice televisiva e attrice filippina (Taytay, n. 1984)
- Luiz Gonzaga, cantante, fisarmonicista e compositore brasiliano (Exu, n. 1912 - Recife, † 1989)

## Cardinali(8)
- Federico Gonzaga, cardinale e vescovo cattolico italiano (Mantova, n. 1540 - Mantova, † 1565)
- Francesco Gonzaga, cardinale e arcivescovo cattolico italiano (Palermo, n. 1538 - Roma, † 1566)
- Francesco Gonzaga, cardinale e vescovo cattolico italiano (Mantova, n. 1444 - Bologna, † 1483)
- Gian Vincenzo Gonzaga, cardinale italiano (Palermo, n. 1540 - Roma, † 1591)
- Ercole Gonzaga, cardinale italiano (Mantova, n. 1505 - Trento, † 1563)
- Pirro Gonzaga, cardinale italiano (Bozzolo, n. 1505 - Sabbioneta, † 1529)
- Scipione Gonzaga, cardinale e patriarca cattolico italiano (Mantova, n. 1542 - San Martino dall'Argine, † 1593)
- Sigismondo Gonzaga, cardinale italiano (Mantova, n. 1469 - Mantova, † 1525)

## Condottieri(41)
- Feltrino Gonzaga, condottiero italiano (Mantova - Padova, † 1374)
- Francesco I Gonzaga, condottiero italiano (Mantova, n. 1366 - Cavriana, † 1407)
- Gianfrancesco Gonzaga, condottiero italiano (n. 1395 - Mantova, † 1444)
- Alessandro Gonzaga, condottiero italiano (Mantova, n. 1520 - Mantova, † 1580)
- Alessandro Gonzaga, condottiero italiano (n. 1494 - Riozzo, † 1527)
- Alfonso Gonzaga, condottiero italiano (Castel Goffredo, n. 1541 - Gambaredolo, † 1592)
- Alfonso Gonzaga, condottiero italiano (San Martino dall'Argine, n. 1549 - Tours, † 1569)
- Alfonso Gonzaga, condottiero italiano (San Martino dall'Argine, n. 1596 - San Martino dall'Argine, † 1659)
- Aloisio Gonzaga, condottiero italiano (Luzzara, n. 1494 - Castel Goffredo, † 1549)
- Antonio Gonzaga, condottiero italiano († 1496)
- Bartolomeo Gonzaga, condottiero e politico italiano (n. 1380 - † 1425)
- Bartolomeo Gonzaga, condottiero italiano
- Camillo Gonzaga, condottiero italiano (San Martino dall'Argine, n. 1600 - Spalato, † 1659)
- Carlo Gonzaga, condottiero italiano (n. 1523 - Gazzuolo, † 1555)
- Corrado Gonzaga, condottiero italiano (Mantova)
- Ettore Gonzaga, condottiero italiano
- Febo Gonzaga, condottiero italiano (n. 1355)
- Federico Gonzaga, condottiero italiano (Bozzolo - Todi, † 1527)
- Federico Gonzaga di Luigi I, condottiero italiano (Mantova)
- Ferrante Gonzaga, condottiero italiano (San Martino dall'Argine, n. 1550 - San Martino dall'Argine, † 1605)
- Filippino Gonzaga, condottiero italiano (Mantova - Mantova, † 1356)
- Filippino Gonzaga di Palazzolo, condottiero italiano († 1414)
- Fulvio Gonzaga, condottiero e militare italiano (n. 1558 - Portiolo, † 1615)
- Gianfrancesco Gonzaga, condottiero italiano (Mantova, n. 1446 - Bozzolo, † 1496)
- Giovanni Gonzaga, condottiero italiano (Mantova, n. 1474 - Mantova, † 1525)
- Giulio Gonzaga, condottiero italiano († 1525)
- Guglielmo Gonzaga di Feltrino, condottiero italiano
- Ippolito Gonzaga, condottiero italiano († 1560)
- Ludovico Gonzaga, condottiero italiano (Bozzolo, n. 1480 - Sabbioneta, † 1540)
- Luigi I Gonzaga, condottiero italiano (Mantova, n. 1268 - Mantova, † 1360)
- Luigi Gonzaga, condottiero italiano (San Martino dall'Argine, n. 1599 - † 1660)
- Odoardo Gonzaga, condottiero italiano (Reggio Emilia - † 1417)
- Pirro Gonzaga, condottiero italiano (n. 1490 - Gazzuolo, † 1529)
- Pirro II Gonzaga, condottiero italiano (San Martino dall'Argine, n. 1540 - San Martino dall'Argine, † 1592)
- Pirro Gonzaga, condottiero italiano (Novellara, n. 1499 - Napoli, † 1528)
- Scipione Gonzaga, condottiero e diplomatico italiano (San Martino dall'Argine, n. 1595 - San Martino dall'Argine, † 1670)
- Sigismondo I Gonzaga, condottiero italiano (n. 1499 - † 1530)
- Sigismondo II Gonzaga, condottiero italiano (n. 1530 - Mantova, † 1567)
- Ugolino Gonzaga, condottiero italiano (Mantova, n. 1320 - Mantova, † 1362)
- Vespasiano I Gonzaga, condottiero, politico e mecenate italiano (Fondi, n. 1531 - Sabbioneta, † 1591)
- Guido Gonzaga, condottiero italiano (Mantova, n. 1290 - Mantova, † 1369)

## Diplomatici(1)
- Curzio Gonzaga, diplomatico e scrittore italiano (Mantova - Borgoforte, † 1599)

## Generali(1)
- Vincenzo I Gonzaga, generale e collezionista d'arte italiano (Mantova, n. 1562 - Mantova, † 1612)

## Gesuiti(1)
- Luigi Gonzaga, gesuita e santo italiano (Castiglione delle Stiviere, n. 1568 - Roma, † 1591)

## Letterati(1)
- Ottavio II Gonzaga, letterato italiano (Vescovato, n. 1667 - Bologna, † 1709)

## Mecenati(1)
- Elisabetta Gonzaga, mecenate italiana (Mantova, n. 1471 - Ferrara, † 1526)

## Militari(18)
- Gianfrancesco "Cagnino" Gonzaga, militare italiano (Bozzolo, n. 1502 - Bozzolo, † 1539)
- Alessandro Gonzaga, principe di Castiglione, militare e letterato tedesco (Dresda, n. 1799 - Londra, † 1850)
- Annibale Gonzaga, militare italiano (Bozzolo, n. 1602 - Vienna, † 1668)
- Ascanio Gonzaga, militare e arcivescovo cattolico italiano (Mantova, n. 1654 - Mantova, † 1728)
- Carlo Gonzaga, militare italiano (Guastalla, n. 1602 - † 1670)
- Cesare Gonzaga, militare e letterato italiano (Mantova, n. 1476 - Bologna, † 1512)
- Evangelista Gonzaga, militare italiano (Mantova, n. 1440 - Mantova, † 1492)
- Febo Gonzaga, militare italiano (Rivarolo Mantovano, † 1504)
- Federico Gonzaga di Ferrante, militare italiano
- Ferrante Vincenzo Gonzaga, militare italiano (Torino, n. 1889 - Eboli, † 1943)
- Filippo Gonzaga, militare italiano (n. 1709 - Mantova, † 1778)
- Francesco Gonzaga, militare italiano (Guastalla, n. 1593 - Nonantola, † 1643)
- Giampietro Gonzaga di Palazzolo, militare italiano († 1511)
- Ludovico Francesco Gonzaga, militare italiano (n. 1602 - † 1630)
- Luigi Gonzaga di Palazzolo, militare italiano († 1626)
- Luigi I Gonzaga di Palazzolo, militare e letterato italiano (Borgo Virgilio, † 1549)
- Paolo Emilio Gonzaga, militare italiano (Susano, † 1619)
- Vespasiano Gonzaga, militare italiano (n. 1621 - Cadice, † 1687)

## Nobildonne(29)
- Giulia Gonzaga, nobildonna, letterata e mecenate italiana (Gazzuolo, n. 1513 - Napoli, † 1566)
- Alfonsina Gonzaga, nobildonna italiana (Novellara, n. 1580 - Riva del Garda, † 1647)
- Antonia Gonzaga, nobildonna italiana (n. 1493 - † 1540)
- Bibiana Gonzaga, nobildonna italiana (Castiglione delle Stiviere, n. 1650 - † 1717)
- Camilla Gonzaga, nobildonna e letterata italiana (n. 1500)
- Camilla Gonzaga, nobildonna italiana (Bozzolo, n. 1488 - Atripalda, † 1529)
- Cecilia Gonzaga, nobildonna e religiosa (Mantova, n. 1426 - Mantova, † 1451)
- Dorotea Gonzaga, nobildonna italiana (Bozzolo, n. 1485 - † 1538)
- Eleonora Gonzaga, nobildonna italiana (n. 1488 - Treviri, † 1512)
- Eleonora Gonzaga di Ludovico, nobildonna italiana (Sabbioneta - Brescia, † 1545)
- Elisabetta Gonzaga, nobildonna italiana (Mantova - † 1432)
- Gabriella Gonzaga, nobildonna italiana
- Giovanna Gonzaga, nobildonna italiana (Castiglione, n. 1612 - Castiglione, † 1688)
- Giovanna Maddalena Gonzaga, nobildonna italiana (n. 1635 - Genova, † 1695)
- Ippolita Gonzaga, nobildonna italiana (Palermo, n. 1535 - Napoli, † 1563)
- Ippolita Gonzaga di Ludovico, conte di Rodigo, nobildonna italiana († 1547)
- Isabella Gonzaga, nobildonna italiana (Castiglione delle Stiviere, n. 1574 - Madrid, † 1593)
- Lucrezia Gonzaga, nobildonna e letterata italiana (Gazzuolo, n. 1522 - Mantova, † 1576)
- Luigia Gonzaga di Luigi I, nobildonna italiana (Mantova)
- Margherita Gonzaga, nobildonna e religiosa italiana (Mantova, n. 1487 - Mantova, † 1537)
- Maria Luisa Gonzaga, nobildonna spagnola (Madrid, n. 1726 - Madrid, † 1773)
- Maria Antonia Dorotea Gonzaga, nobildonna spagnola (Madrid, n. 1735 - Madrid, † 1801)
- Maria Isabella Gonzaga, nobildonna italiana (Guastalla, n. 1680 - Guastalla, † 1726)
- Maria Francesca Gonzaga, nobildonna spagnola (Madrid, n. 1731 - Madrid, † 1757)
- Susanna Gonzaga, nobildonna italiana (n. 1485 - Petralia Sottana, † 1556)
- Teodora Gonzaga, nobildonna italiana (Mantova - † 1365)
- Tommasina Gonzaga, nobildonna italiana (Mantova - † 1372)
- Zenobia Gonzaga, nobildonna italiana (Serracapriola, n. 1588 - Castelvetrano, † 1618)
- Margherita Gonzaga di Lorena, nobildonna italiana (Mantova, n. 1591 - Nancy, † 1632)

## Patriarchi cattolici(1)
- Giulio Cesare Gonzaga di Novellara, patriarca cattolico italiano (Novellara, n. 1505 - Tivoli, † 1550)

## Pittori(1)
- Pietro Gonzaga, pittore e scenografo italiano (Longarone, n. 1751 - San Pietroburgo, † 1831)

## Poeti(1)
- Tomás António Gonzaga, poeta portoghese (Porto, n. 1744 - Mozambico, † 1810)

## Politici(1)
- Galeazzo Gonzaga, politico e poeta italiano (Mantova, n. 1509 - † 1562)

## Principesse(1)
- Eleonora Gonzaga, principessa italiana (Mantova, n. 1598 - Vienna, † 1655)

## Religiose(4)
- Cinzia Gonzaga, religiosa italiana (Castiglione delle Stiviere, n. 1589 - Castiglione delle Stiviere, † 1649)
- Eleonora Gonzaga, religiosa italiana (Mantova, n. 1586 - Mantova, † 1668)
- Gridonia Gonzaga, religiosa italiana (Castiglione delle Stiviere, n. 1592 - Castiglione delle Stiviere, † 1650)
- Olimpia Gonzaga, religiosa italiana (Castiglione delle Stiviere, n. 1591 - Castiglione delle Stiviere, † 1645)

## Religiosi(7)
- Almerico Gonzaga, religioso italiano (Castiglione delle Stiviere, n. 1686 - Garda, † 1771)
- Carlo Gonzaga, religioso e nobile italiano (San Martino dall'Argine, n. 1597 - Bozzolo, † 1636)
- Carlo Gonzaga, religioso italiano (Mantova, n. 1692 - Roma, † 1771)
- Claudio Gonzaga, religioso italiano (Borgoforte - Pozzuoli, † 1586)
- Francesco Giacinto Gonzaga, religioso italiano (Mantova, n. 1616 - Mantova, † 1630)
- Giannettino Gonzaga, religioso e teologo italiano (Guastalla, n. 1600 - Roma, † 1649)
- Guido Gonzaga, religioso italiano (Mantova, n. 1388 - † 1459)

## Sovrane(1)
- Gigliola Gonzaga, sovrana italiana (Mantova - Mantova)

## Teologi(1)
- Gianfrancesco Gonzaga, teologo italiano

## Vescovi(1)
- Sagramoso Gonzaga, vescovo italiano (Mantova)

## Vescovi cattolici(5)
- Ferdinando Tiburzio Gonzaga, vescovo cattolico italiano (Vescovato, n. 1611 - Mantova, † 1672)
- Francesco Gonzaga, vescovo cattolico italiano (Mantova, n. 1603 - Nola, † 1673)
- Ludovico Gonzaga, vescovo cattolico italiano (Mantova, n. 1460 - Gazzuolo, † 1511)
- Ludovico Gonzaga, vescovo cattolico italiano (n. 1589 - Luzzara, † 1630)
- Marcantonio Gonzaga, vescovo cattolico italiano (Mantova, n. 1543 - Casale Monferrato, † 1592)

## Senza attività specificata(8)
- Federico I Gonzaga, marchese italiano (Mantova, n. 1441 - Mantova, † 1484)
- Ludovico I Gonzaga (n. 1334 - Mantova, † 1382)
- Carlo Gonzaga, marchese (n. 1618 - † 1685)
- Francesco Gonzaga, cavaliere medievale italiano (n. 1477 - † 1511)
- Francesco Niccolò Gonzaga, marchese (n. 1731 - † 1783)
- Margherita Gonzaga, duchessa italiana (Roma, n. 1562 - Guastalla, † 1618)
- Sigismondo IV Gonzaga, marchese (n. 1702 - Venezia, † 1779)
- Guglielmo Gonzaga, duca italiano (Mantova, n. 1538 - Goito, † 1587)